# Carlton Chambers
Pour les articles homonymes, voir Chambers.
Carlton Chambers (né le 27 juin 1975) est un athlète canadien spécialiste du 100 mètres. Ses meilleurs résultats sont obtenus lors de relais 4 × 100 mètres avec notamment une médaille d'or olympique et une autre aux Jeux du Commonwealth.

## Carrière

### Palmarès
| Date | Compétition                  | Lieu     | Résultat | Performance |
| ---- | ---------------------------- | -------- | -------- | ----------- |
| 1994 | Championnats du monde junior | Lisbonne | 5e       | 10 s 30     |
| 1994 | Championnats du monde junior | Lisbonne | 3e       | 39 s 90     |
| 1994 | Jeux du Commonwealth         | Victoria | 1er      | 38 s 39     |
| 1996 | Jeux olympiques d'été        | Atlanta  | 1er      | 37 s 69     |

### Records
| Épreuve    | Performance | Lieu     | Date            |
| ---------- | ----------- | -------- | --------------- |
| 100 mètres | 10 s 30     | Lisbonne | 21 juillet 1994 |
| 200 mètres | 21 s 32     | Atlanta  | 31 juillet 1996 |